# Dyde
Diede Vendrig (Montfoort), beter bekend onder haar artiestennaam Dyde, is een Nederlandse zangeres.

## Biografie
Vendrig werd geboren in Montfoort en groeide op in Houten en Utrecht. Ze begon in 2023 met het maken van muziek onder de artiestennaam Dyde. Datzelfde jaar bracht ze met Geen keus, Laat me zijn en Wicked game. In 2024 schreef Dyde de single Pap dat ze opdroeg aan haar vader. Met het nummer trad Dyde aan voor de Mentos Grote prijs van Nederland, dat kansen biedt voor jonge muziektalenten. Om het nummer te promoten zong Dyde het nummer in de bus van haar vader die buschauffeur is. Een video van het optreden van Dyde in de bus werd meer dan 350.000 keer bekeken.
In december 2024 werd Dyde's single Samen wij geselecteerd om mee te doen aan debuut in 1 minuut, een inzamelingsactie voor 3FM Serious Request 2024 dat naar Stichting Metakids ging. Door het meeste geld op te halen, wist Dyde en optreden in het Glazen Huis te winnen.

## Discografie

### Singles
| Jaar | Titel                |
| ---- | -------------------- |
| 2023 | Geen keus            |
| 2023 | Laat me zijn         |
| 2023 | Wicked game          |
| 2024 | Sterker dan je denkt |
| 2024 | Pap                  |
| 2024 | Samen wij            |